# Yaqui (fiume)
Il fiume Yaqui (in spagnolo río Yaqui) è un fiume messicano che sfocia nel Golfo di California.
Propriamente sotto il nome di "Yaqui" viene considerato solo il tratto terminale, dalla confluenza tra i fiumi Bavispe e Papigochi fino al mare (410km). Se però si comprende anche il Papigochi e altri fiumi a monte di questo, il corso d'acqua complessivo raggiunge la lunghezza di 1050km.